# 1400
Пізнє Середньовіччя •  Відродження •  Реконкіста •  Ганза •  Столітня війна •  Велика схизма •  Монгольська імперія

## Геополітична ситуація
За оцінками населення Європи становить приблизно 52 млн людей.
Державу османських турків очолює султан Баязид I (до 1402). Імператором Візантії є Іоанн VII Палеолог (до 1402). Королем Німеччини обрано Рупрехта з родини Віттельсбахів. У Франції править Карл VI Божевільний (до 1422).
Апеннінський півострів розділений: північ належить Священній Римській імперії, середню частину займає Папська область, південь належить Неаполітанському королівству. Деякі міста півночі: Венеція, Піза, Генуя тощо, мають статус міст-республік. Триває боротьба гвельфів та гібелінів.
Майже весь Піренейський півострів займають християнські Кастилія і Леон, де править Енріке III (до 1406), Арагонське королівство, де править Мартін I Арагонський (до 1410), та Португалія, де королює Жуан I Великий (до 1433). Під владою маврів залишилися тільки землі на самому півдні.
Генріх IV став королем Англії (до 1413). У Кальмарській унії (Норвегії, Данії та Швеції) владу утримує Маргарита I Данська, офіційним королем є Ерік Померанський. В Угорщині править Сигізмунд I Люксембург (до 1437). Королем польсько-литовської держави є Владислав II Ягайло (до 1434). У Великому князівстві Литовському княжить Вітовт.
Частина руських земель перебуває під владою Золотої Орди. Галичина входить до складу Польщі. Волинь належить Великому князівству Литовському. У Києві княжить Іван Ольгимонтович Гольшанський (до 1401). Московське князівство очолює Василь I.
Монгольська імперія займає більшу частину Азії, але вона розділена на окремі улуси. На заході євразійських степів править Золота Орда. У Семиріччі, Ірані, Месопотамії та Малій Азії владу утримує самарканський емір Тамерлан.
У Єгипті панують мамлюки, а Мариніди — у Магрибі. У Китаї править династії Мін. Значними державами Індостану є Делійський султанат, Бахмані, Віджаянагара. В Японії триває період Муроматі.
Цивілізація мая переживає посткласичний період. У долині Мехіко склалася цивілізація ацтеків. Почала зароджуватися цивілізація інків.

## Події

- Німецькі князі проголосували за позбавлення Вацлава IV титулу римського короля. Новим королем обрано Рупрехта з родини Віттельсбахів.
- 14 лютого у в'язниці помер Річард II, англійський король, якого скинули з трону попереднього року.
- Англійські війська захопили шотландське місто Единбург, але не змогли взяти Единбурзький замок.
- Овайн Гліндур проголосив себе принцом Уельським і почав нападати на англійські фортеці в Уельсі.
- Господарем Молдови став Олександр Добрий.
- У Генуї піднялося повстання проти французького правління.
- Тамерлан завдав поразки турецьким та єгипетським військам у Сирії, захопив Дамаск і винищив значну частину його мешканців. Він також підкорив собі державу Кара-Коюнлу й Джалаїридів на території сучасного Іраку.
- Виник Малакський султанат.
- Жан Фруассар завершив написання своїх Хронік.
- Заснована Державна Рада Кореї.

## Померли
- 25 жовтня — В Лондоні у віці близько 60-и років помер англійський поет Джефрі Чосер.